# Coratina
La Coratina, originaria della città di Corato, è una cultivar di olivo tipica della Puglia e coltivata in tutto l'agro del Nord Barese e della provincia di Barletta-Andria-Trani.

## Caratteristiche

### Generalità
È un albero di medie dimensioni e vigoria che ben si adatta a vari suoli (pure calcarei e sassosi), anche in virtù di una buona capacità rizogena; tuttavia l'ambiente ottimale di coltivazione è collina fertile e irrigua. Ha chioma espansa.
Essendo discretamente resistente a tutte le malattie in genere (anche al Verticillium dahliae), si adatta bene anche all'agricoltura biologica.
Le mignole si sviluppano tipicamente a grappoli; l'aborto ovarico è contenuto (circa il 15%). I rami fruttiferi sono corti ed esili.

### Produzione e olio
Entra precocemente in produzione; la produttività è buona ma talvolta alternante; periodo di raccolta: tardiva (da novembre a gennaio). La resa in olio elevata: 20-25%.
L'olio proveniente dalla molitura di questa oliva solitamente è ricco di polifenoli, con valori bassi di perossidi e infimi di acidità (< 0,2%); è un olio giallo-verde dal sapore molto intenso e fruttato, leggermente amaro per l'alta concentrazione di oleuropeina e tipicamente piccante per l'alta concentrazione di polifenoli (circa 560 mg/kg).

#### Diffusione
La cultivar Coratina è coltivata principalmente nel Nord Barese e nella provincia Barletta-Andria-Trani. È rilevante la presenza di questa cultivar soprattutto nel territorio di Andria, città che produce un'elevatissima quantità di olive da olio. 